# Канюк, Йорам
Йора́м Каню́к (ивр. יורם קניוק‎;  2 мая 1930, Тель-Авив — 8 июня 2013, там же) — израильский писатель, художник и журналист.

## Биография
Родился и вырос в Тель-Авиве. Его отец, уроженец Тернополя Моше Канюк, был личным секретарём первого мэра Тель-Авива Меира Дизенгофа, а позже стал первым директором Тель-Авивского музея изобразительных искусств.
В возрасте семнадцати лет стал бойцом Пальмаха, в рядах которого участвовал в боях Войны за независимость. После слияния Пальмаха с Армией Обороны Израиля в ноябре 1948 года Канюк стал её солдатом. Пережитое и увиденное на войне описано Канюком в книгах. Был ранен в бою за иерусалимский холм Сион. После выздоровления служил на пароходах, доставлявших в Израиль еврейских беженцев из Европы.
Учился живописи и рисунку в Академии искусств «Бецалель» в Иерусалиме. Продолжил обучение в Париже.
Около 10 лет жил в США, где занимался искусством, а также перебивался случайными заработками. В 1958 году познакомился с Мирандой, американкой-христианкой из аристократической семьи, с которой вступил в брак и вернулся в Израиль. В браке родились две дочери.
В 1980 году, после 10 лет проживания в Рамат-ха-Шароне, переехал обратно в Тель-Авив.
Был известен своими крайне левыми и антирелигиозными взглядами.
Являлся одним из инициаторов отмены записи религиозной принадлежности в удостоверении личности гражданина Израиля. Требовал от МВД не записывать его в документах евреем, и добился, чтобы в его удостоверении личности было указано, что он хотя и еврей, но светский.
Канюк завещал не хоронить его, а передать тело для научных исследований, после чего сжечь и пепел развеять.

## Литературное творчество
В большинстве своих произведений использовал технику так называемого потока сознания. Между тем, в произведениях Канюка присутствует смесь жанра фантастического романа с жанром биографии, а также автобиографии.
В начале своего творческого пути писал короткие рассказы. В 1963 году вышла первая книга Канюка на иврите — сборник рассказов «Спускающийся наверх» (до этого книга вышла на английском языке).
Среди известных произведений Канюка — «Тель-Авивский дневник».
На основе романов Канюка «Орлы» и «Клячи» был снят израильский 5-серийный драматический телефильм «Падаль» (ивр. נבלות‎ — 'невелот').
Роман Йорама Канюка «1948-й» (на иврите - «ТАШАХ»), о событиях Войны за Независимость, отобран в качестве претендента на Литературную премию Израиля за 2011 год.
Произведения Канюка изданы на 20 языках.

## Издания на русском языке
- Русский перевод рассказа Йорама Канюка «Такова твоя жизнь с печальным концом» из его книги «Рассказы на выходные дни» вошёл в сборник «Своими глазами. Израильские писатели об Израиле и израильтянах» из серии «Новая израильская проза», вышедший в 2002 году в издательстве «Муравей».
- Йорам Канюк. «Эксодус». Одиссея командира. М., Текст, 2011.